# Марсала
Марсала (італ. Marsala, сиц. Marsala) — місто та муніципалітет в Італії, у регіоні Сицилія,  провінція Трапані. Марсала розташована на відстані близько 460 км на південь від Рима, 90 км на південний захід від Палермо, 26 км на південь від Трапані. Населення — 83 068 осіб (2014).
Щорічний фестиваль відбувається 19 січня, 24 червня.

## Назва
- Лілібе, або Лілібеум (лат. Lilybaeum) — назва римської доби.

## Демографія
Населення за роками:

Станом на 1 січня 2023 року в муніципалітеті офіційно проживали 4153 іноземці з 89 країн, серед них 1202 громадяни країн Євросоюзу та 33 громадяни України.

## Відомі особистості
В поселенні народилась:
- Франческа Генна (* 1967) — італійська графік і художниця.

## Сусідні муніципалітети
- Мацара-дель-Валло
- Петрозіно
- Салемі
- Трапані

## Галерея

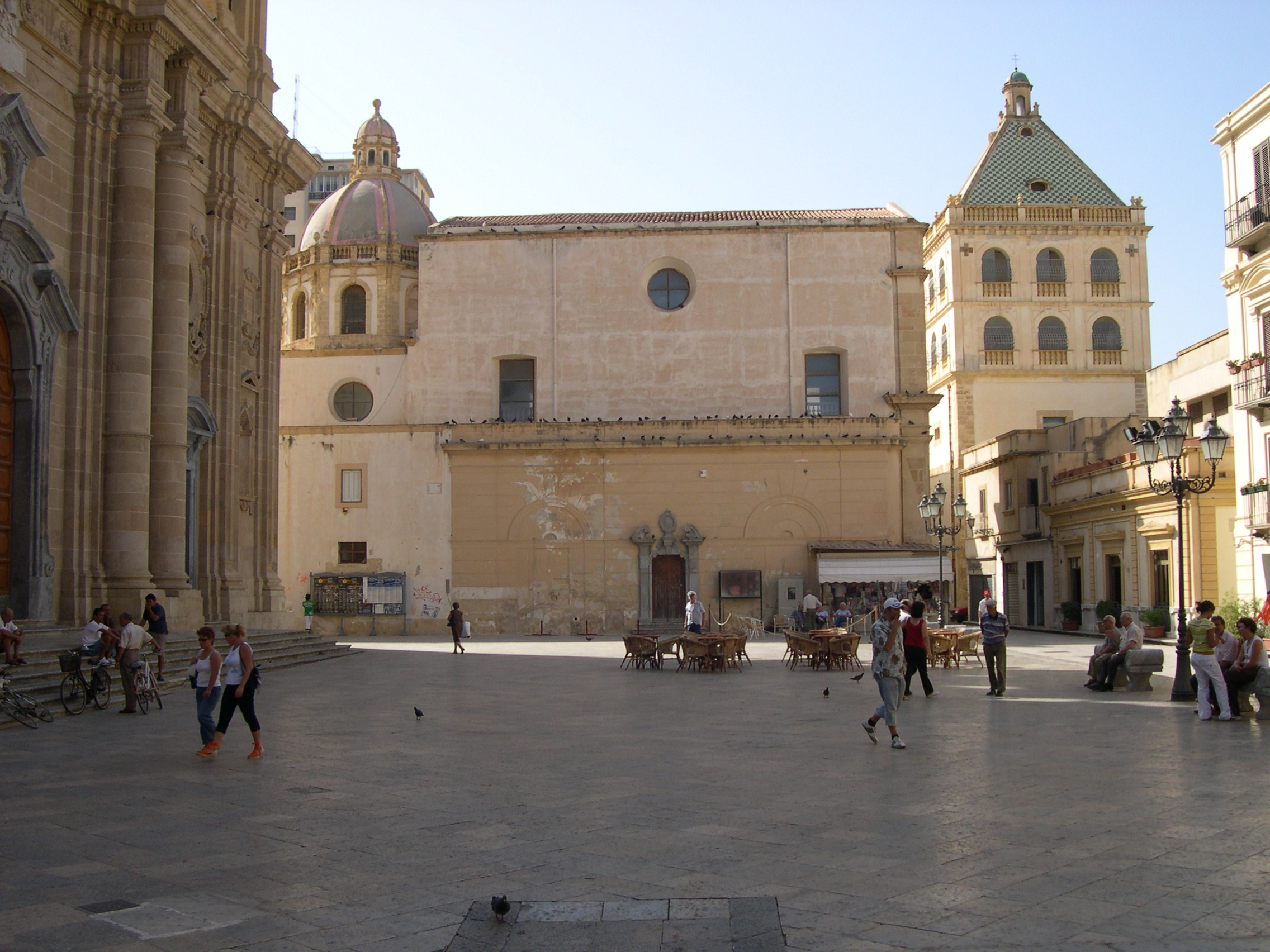
Головна площа — "П'яцца делла Републіка", яку і досі називають "П'яцца Лоджа"
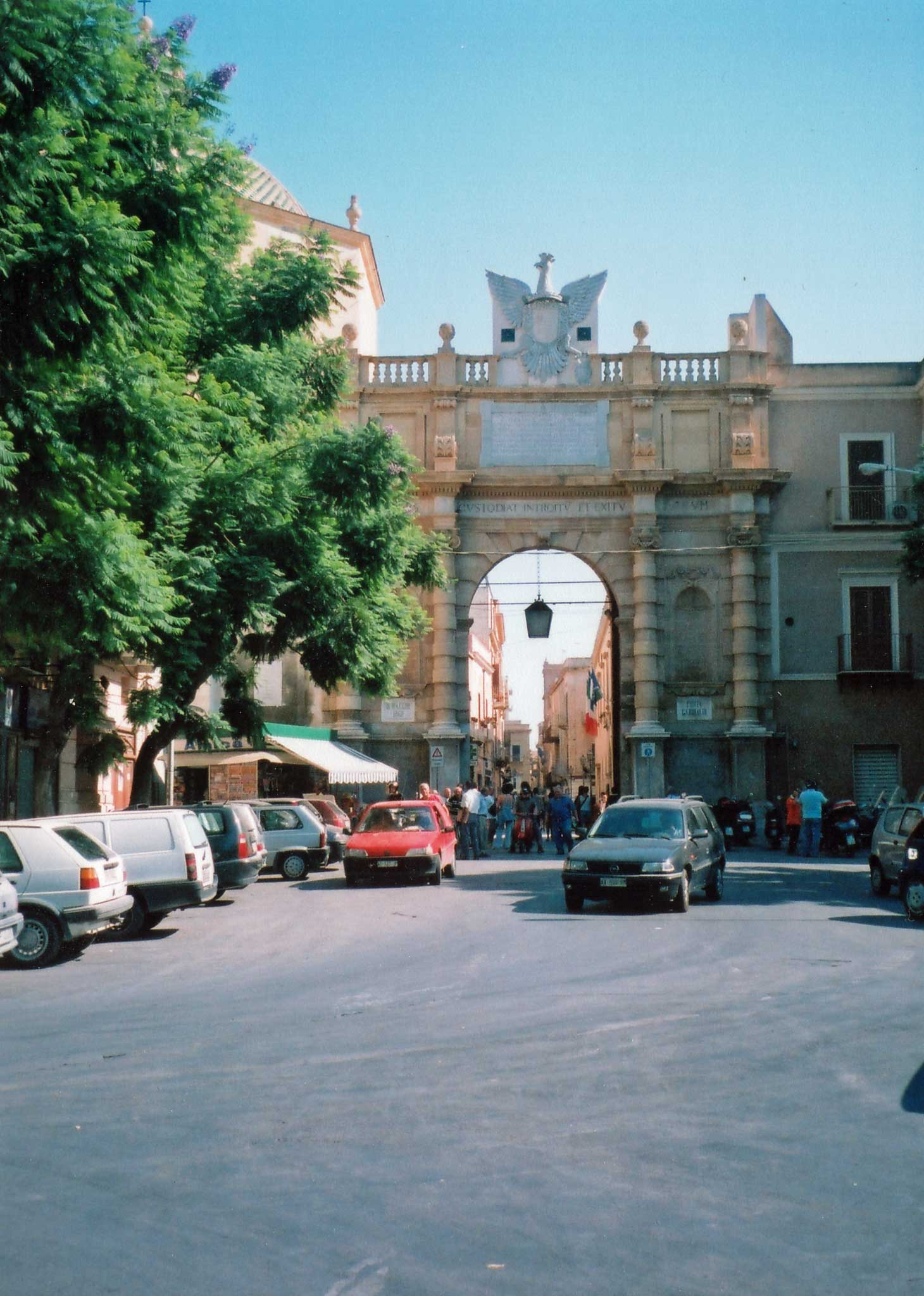
Порта Гарібальді, одне з двох вцілілих стародавніх воріт до старого міста
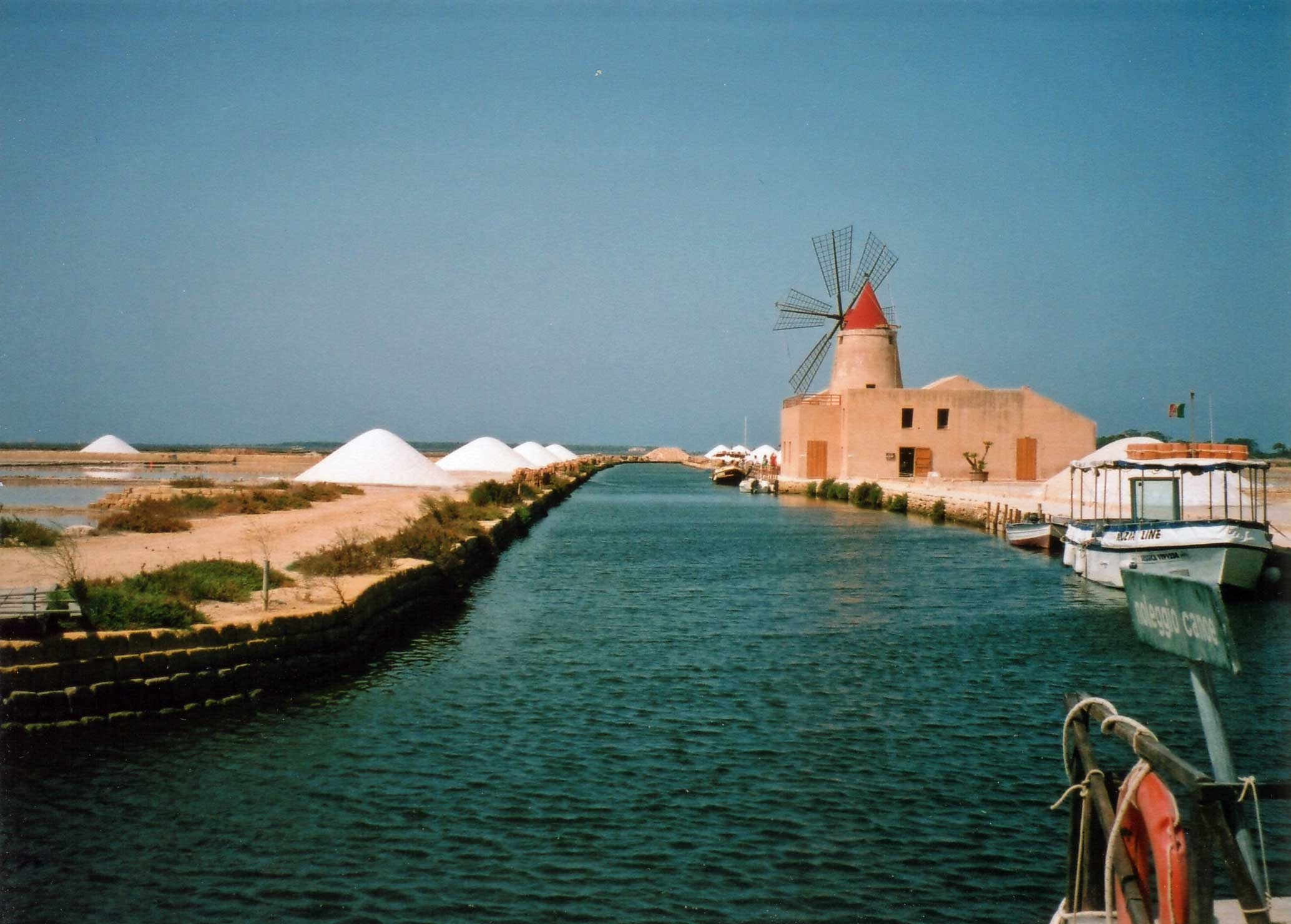
Природний заповідник Станьйоне: лагуни соляного промислу та один з вітряків, близьких до причалу на Мотію
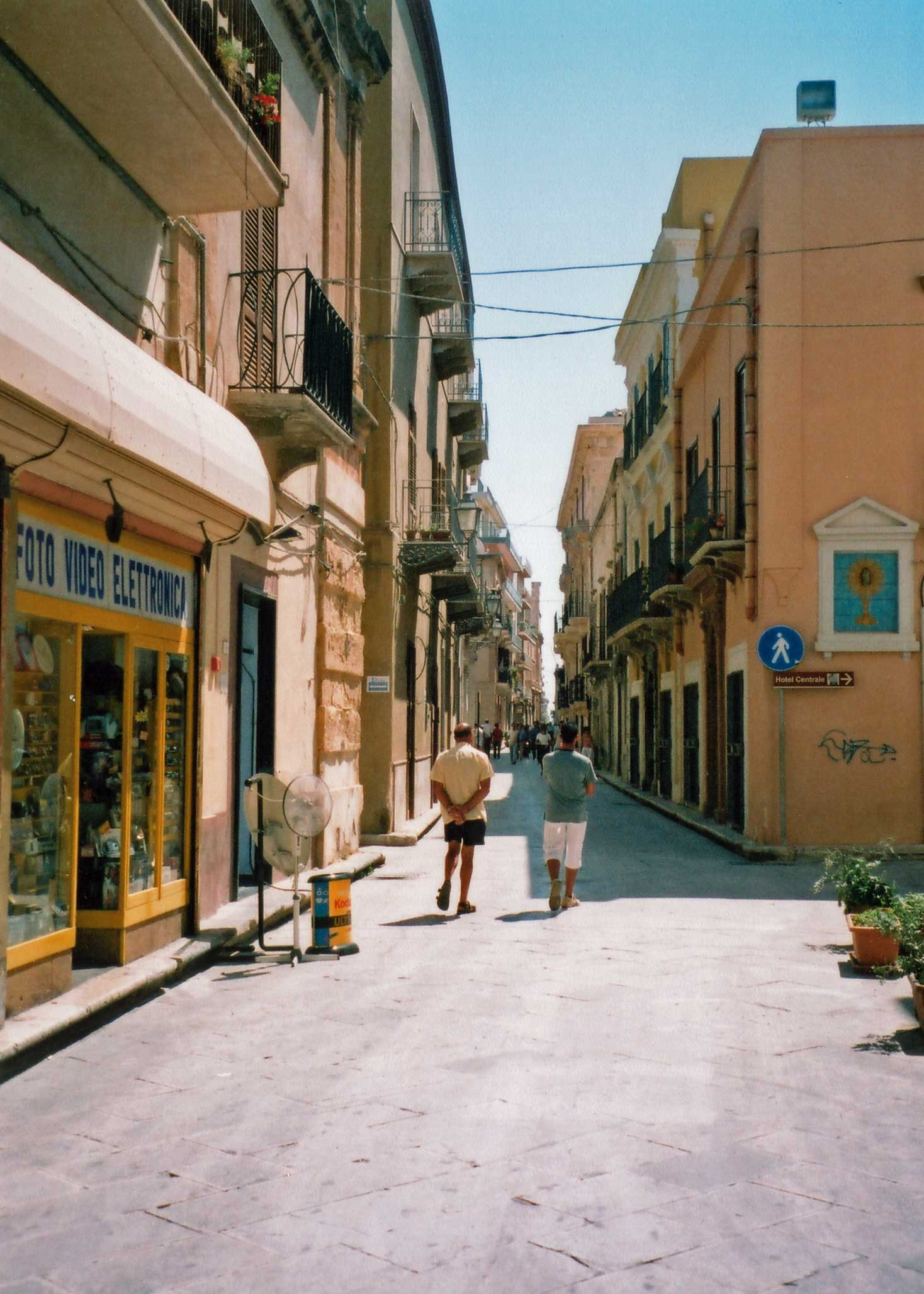
Іль Кассаро (Via XI Maggio), головна вулиця
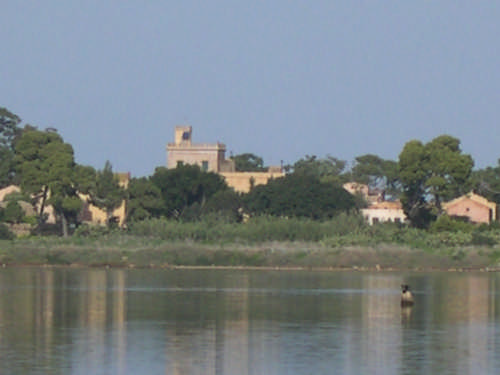
Вид на Мотію з берега Марсали
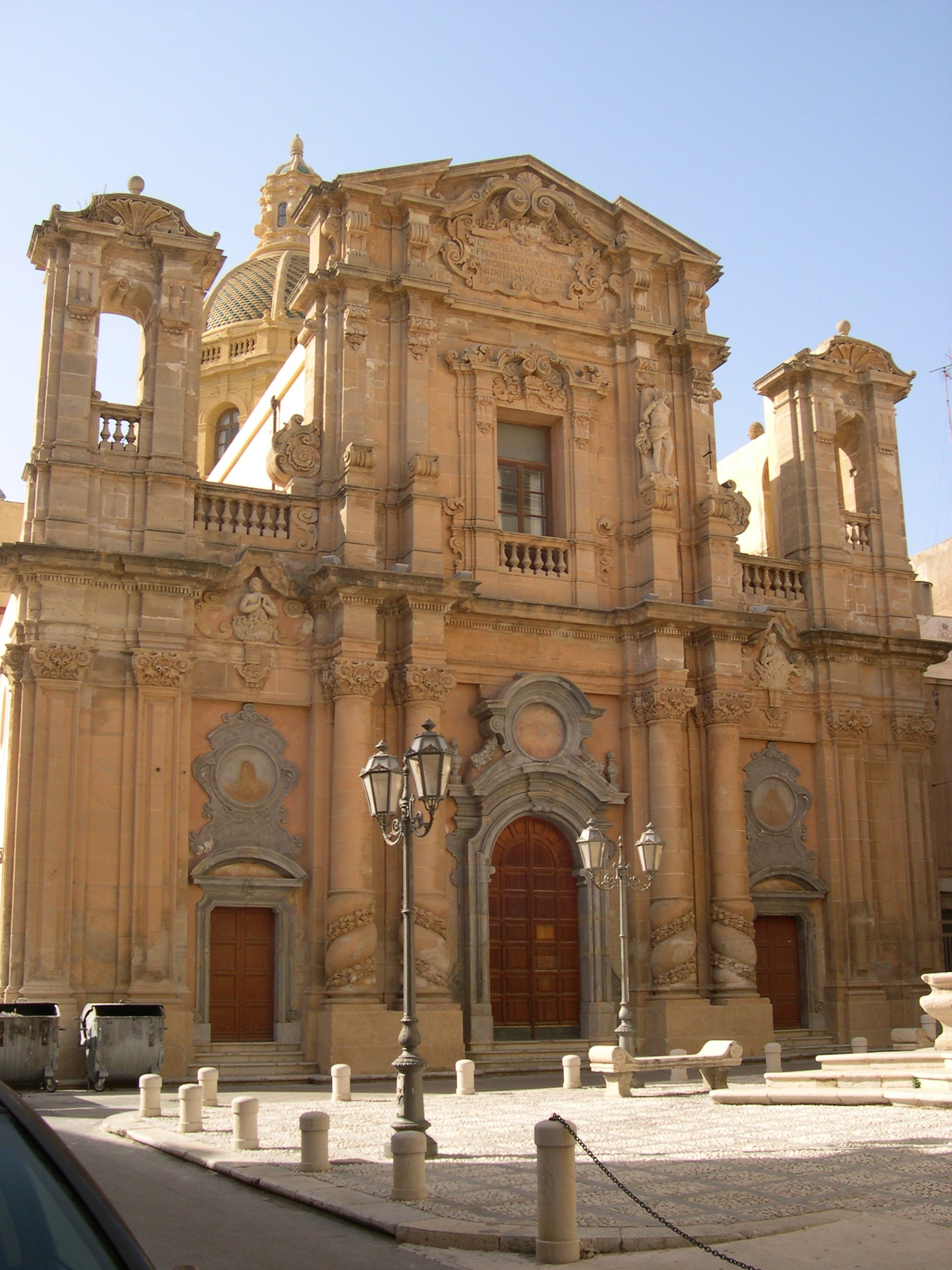
Церква Чистилища
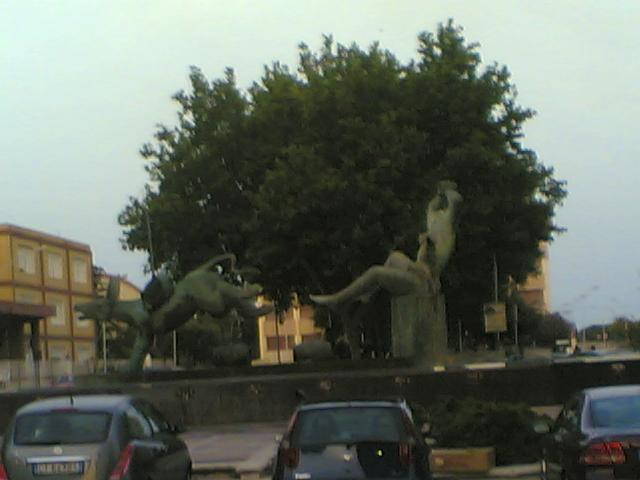
Винний фонтан
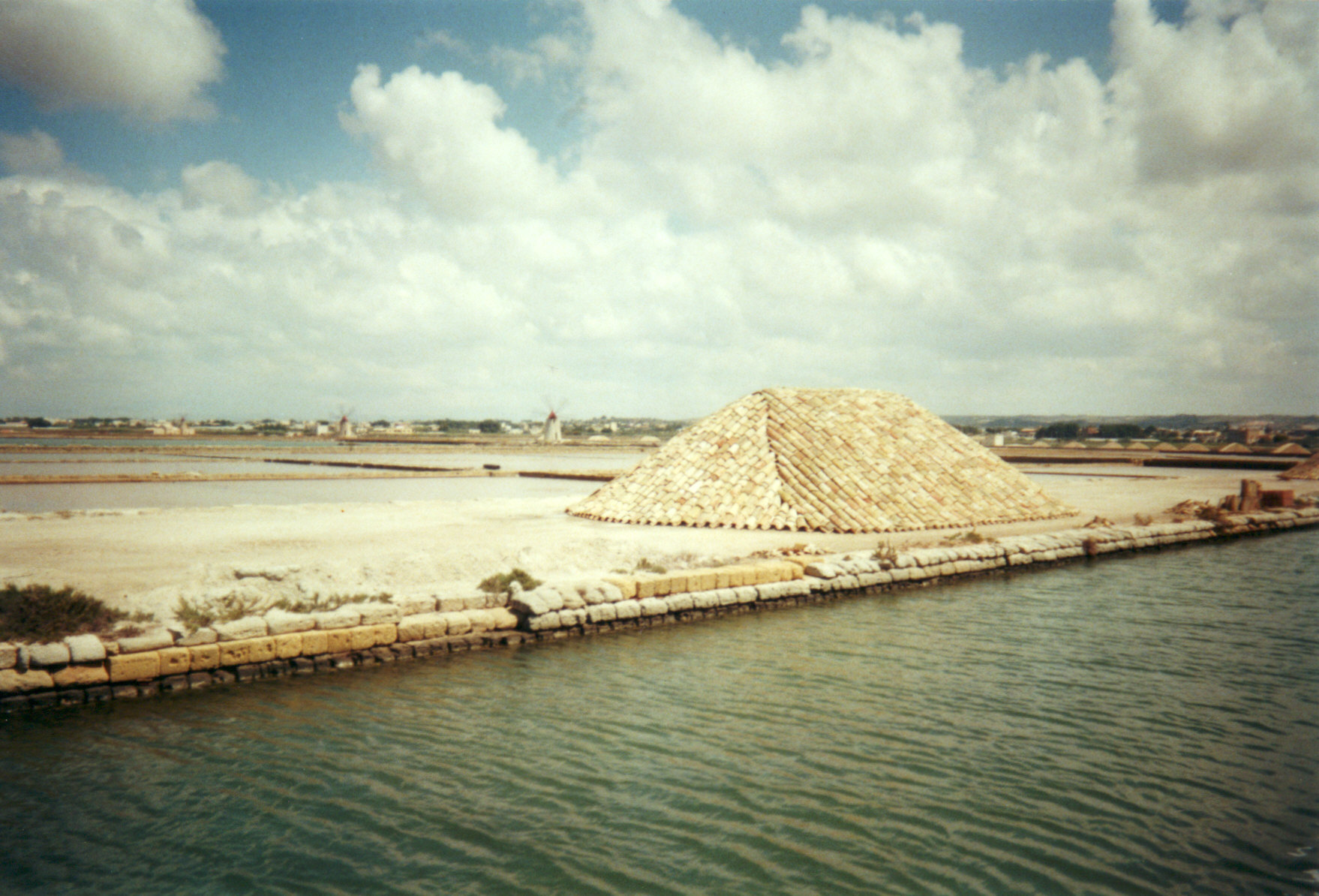
Соляний промисел